# میناموتو نو یوریموچی
میناموتو نو یوریموچی (به ژاپنی: 源 頼茂 みなもと の よりもち)؛ تولد ۱۱۷۹ – مرگ ۲۴ سپتامبر ۱۲۱۹، سامورایی اهل ژاپن بود. یک فرمانده نظامی از اواخر دوره هی‌آن تا اوایل دوره کاماکورا و پسر ارشد میناموتو نو یوریکانه ، و نوه میناموتو نو یوریماسا بود.